# アカスタ (駆逐艦・2代)
アカスタ (HMS Acasta, H09) はイギリス海軍の駆逐艦。A級。

## 艦歴

### 設計と性能
1920年代中盤に、第一次世界大戦での教訓から、将来の艦級の初号機として海軍はヤーロウ社にアンバスケイドを、ソーニクロフト社にアマゾンをそれぞれ発注した。A級駆逐艦は、規模がわずかに広がり、魚雷発射管がさらに2基搭載された以外は、アマゾンを基に設計された。基準排水量は1,350ロングトン (1,370 t)であり、満載排水量は1,773ロングトン (1,801 t)であった。全長は323フィート (98.5 m)、最大幅は32フィート3インチ (9.83 m)、喫水は12フィート3インチ (3.73 m)であった。アカスタは、ブラウン・カーティス製の蒸気タービンを動力としていた。タービンは合計を生み出し、海上では最大で35ノット (65 km/h; 40 mph)で航行することが可能であった。海上公試中に、34,596軸馬力 (25,798 kW)から最大35.5ノット (65.7 km/h; 40.9 mph)に達した。で4,800海里 (8,900 km; 5,500 mi)の距離を移動できる程の重油が搭載可能であった。定員は当初134名であったが、1940年までに143名まで増加した。
主砲は1台あたり4.7 インチ砲4門で構成され、艦橋前部と上部構造の後方に2門ずつ背負い式砲塔を備えており、防空（AA）防御用に煙突間の台座に40mm QF 2ポンド砲マークII AA砲も設置されていた。船には21インチ (530 mm)四連装魚雷が2機、装備されていた。後甲板に機雷掃討器を搭載していたため、爆雷は3つの射水路にそれぞれ2つずつしか搭載できなかった。A型駆逐艦はASDICを配置する空間が用意されていたものの、当初は搭載されていなかった。

### 建造から大戦前まで
アカスタは、1929年の海軍計画にのっとり、1928年3月6日にジョン・ブラウン・アンド・カンパニーに発注され、1928年8月13日に、スコットランド・クライドバンクにある造船所で起工された。翌年8月8日に、イギリス海軍4隻目の船として進水式が行われ、1930年2月11日に完成した。銃や弾薬、通信設備など本部から支給された装備を除いた建造費用は22万7621 ポンドであった。アカスタは3日後に就役し、地中海艦隊第3駆逐群に配属された。
アカスタは、デヴォンポート海軍基地にて修理されていた期間（1932年8月30日から10月29日まで、1935年4月29日から7月3日まで）を除き、1937年まで第3駆逐群に所属した。この他、1933年11月24日から12月20日までジブラルタルにて修理を受けた。1934年6月12日に、マルタ沖で訓練中に嚮導艦であったコドリントンと衝突し、7月27日まで修理された後、1936年9月から翌年4月にかけて、スペインの海域で不干渉の巡航と難民保護活動に駆り出された。月末にイギリスに戻り、5月1日から1938年4月11日までデヴォンポート海軍基地にてASDICの搭載を含めた大改修を終えてからは第7駆逐群に所属し、11月3日から翌年1月17日まで同基地で修理に出されるまで、アイルランドの海域での巡回任務を務めていた。修理後、アカスタはプリマスの臨時駆逐艦として配属され、3月2日から13日までの間、アルゼンチン海軍の軽巡洋艦であったラ・アルヘンティーナに設置される予定であったASDICの実験台としてヴィッカース・アームストロングを支えた。

### 戦時中
第二次世界大戦開戦時にはプリマスの第18駆逐群所属となっており、その任務はイギリス海峡周辺での船団護衛などであった。1939年12月20日から翌年1月5日まで再びデヴォンポート海軍基地にて修理が行われた。修理完了後、アカスタはウェスタンアプローチ管区へと配置転換され、同年4月までに合わせて22の船団を護衛した。1940年1月31日には、ラプラタ沖海戦にてドイツ海軍の装甲艦アドミラル・グラーフ・シュペーと交戦した後、プリマスまでエイジャックスの護衛を支援した。
4月9日のドイツ軍のノルウェー侵攻後、これにに対抗するためにアカスタは本国艦隊の護衛に当てられた。4月13日にナルヴィクへの上陸部隊の輸送任務に加わったが、輸送船団はハーシュタへと目的地が変更された。5月9日から15日まで、暗礁に乗り上げた軽巡洋艦ペネロピがクライド湾まで移動するときに護衛しなされることとなった（アルファベット作戦）。5月31日から6月上旬まで、アカスタは駆逐艦アーデント、アケロン、ハイランダー、ダイアナと共に、航空母艦アーク・ロイヤルとグローリアスの護衛にあたった。
6月8日に、アカスタとアーデントはグローリアスをスカパ・フローまで護衛する任務の最中であった15時46分に、ドイツ戦艦シャルンホルストとグナイゼナウに発見された。3隻は16時までイギリス海軍に発見されず、アーデントは他の2隻が進路を維持している間にドイツ海軍のどの船なのか特定するよう命じられた。ドイツ海軍が16時27分に発砲する前にアカスタが再び合流し、シャルンホルストと15cm副砲で交戦したものの、敵の2隻は主砲でグローリアスを砲撃した。ドイツ側の砲撃後、アカスタはグローリアスの周りで煙幕を発生させた上で、射程が不足していたのにもかかわらず、戦艦に向けて発砲した。アカスタは煙幕を上げた直後に攻撃を受けたものの、威力は微々たるものであった。グローリアスが複数回攻撃を受けた後、アカスタは空母から離れ、魚雷攻撃の射程を短縮するために戦艦に接近した。その結果、戦艦から視認されやすくなったため、頻繁に攻撃を受けるようになった。最初の攻撃は当たらなかったものの、2回目の攻撃で4本の魚雷の内の1本を17時34分にシャルンホルストの船体に12 mの穴を開けさせ、右舷機関室を浸水させ無力化させた。その後、アカスタは大破して炎上し始めたため、船長は乗組員に船から脱出するよう命じた。砲側員の内の1人はシャルンホルストの主砲の内の1基が再装填する時間を稼いだものの、榴散弾の破片による損傷以上の効果は得られなかった。18時20分頃に船尾から沈没し始めた。ほとんどの乗組員は、3日後にノルウェーの商用船であったボルガンドによりアカスタから2人、グローリアスから36人が救出される前に、低体温症により亡くなった。救出後、アカスタから救出された2人の内の1人が自身の傷によって死亡した。ボルガンドに救出された人々全員は、6月13日にフェロー諸島のトースハウンに上陸した。8人の将校と153人の兵士がアカスタと共に戦死したか、後に自身の傷が原因で亡くなった。